# David Currier
David Henry Currier (* 20. April 1952 in Madison, New Hampshire) ist ein ehemaliger US-amerikanischer Skirennläufer.
Currier gehörte in der Saison 1971/72 dem Nationalteam der Vereinigten Staaten an. Dabei erreichte er in der Abfahrt von Kitzbühel am 14. Januar 1972 seine einzige Weltcup-Platzierung unter den besten 10. Im Gesamtweltcup belegte er den 52. Rang. Im selben Jahr nahm er an den Olympischen Winterspielen in Sapporo teil, wo er 17. in der Abfahrt wurde und im Riesenslalom ausschied. Zwei Jahre später startete er auch in der Abfahrt der Weltmeisterschaften 1974 in St. Moritz, die er auf Platz 29 beendete. 1971 hatte er die kanadische Abfahrtsmeisterschaft gewonnen. 1973 wurde er  U.S. National Riesenslalom und Gesamtmeister.
Später arbeitete Currier für die Skiindustrie. 1976 wurde er Geschäftsführer von Carrera Sports. Kurzzeitig trat er in den späten 1970er Jahren nochmals bei der U.S. Pro-Ski Tour an. Danach wurde er Vizepräsident für Verkauf und Marketing bei Volant, einem Skihersteller aus Colorado.